# Agromyza nigrociliata
Agromyza nigrociliata är en tvåvingeart som beskrevs av Friedrich Georg Hendel 1931. Agromyza nigrociliata ingår i släktet Agromyza och familjen minerarflugor. Arten är reproducerande i Sverige. Inga underarter finns listade i Catalogue of Life.